# Hygrolycosa alpigena
Hygrolycosa alpigena är en spindelart som beskrevs av Yu och Song 1988. Hygrolycosa alpigena ingår i släktet Hygrolycosa och familjen vargspindlar. Inga underarter finns listade i Catalogue of Life.